# 65e cérémonie des British Academy Film Awards
Pour la cérémonie des BAFTAs récompensant la télévision, voir la 59e cérémonie des British Academy Television Awards.
La 65e cérémonie des British Academy Film Awards, organisée par la British Academy of Film and Television Arts, s'est déroulée le 12 février 2012 au Royal Opera House et a récompensé les films sortis en 2011.
Les nominations ont été annoncées le 17 janvier 2012

## Palmarès

### Meilleur film
- The Artist
  - The Descendants
  - Drive
  - La Couleur des sentiments (The Help)
  - La Taupe (Tinker, Tailor, Soldier, Spy)

### Meilleur film britannique
- La Taupe (Tinker, Tailor, Soldier, Spy)
  - My Week with Marilyn
  - Senna
  - Shame
  - We Need to Talk about Kevin

### Meilleur réalisateur
- Michel Hazanavicius pour The Artist
  - Tomas Alfredson pour La Taupe (Tinker, Tailor, Soldier, Spy)
  - Lynne Ramsay pour We Need to Talk About Kevin
  - Martin Scorsese pour Hugo Cabret (Hugo)
  - Nicolas Winding Refn pour Drive

### Meilleur acteur
- Jean Dujardin pour le rôle de George Valentin dans The Artist
  - George Clooney pour le rôle de Matt King dans The Descendants
  - Michael Fassbender pour le rôle de Brandon Sullivan dans Shame
  - Gary Oldman pour le rôle de George Smiley dans La Taupe (Tinker, Tailor, Soldier, Spy)
  - Brad Pitt pour le rôle de Billy Beane dans Le Stratège (Moneyball)

### Meilleure actrice
- Meryl Streep pour le rôle de Margaret Thatcher dans La Dame de fer (The Iron Lady)
  - Bérénice Bejo pour le rôle de Peppy Miller dans The Artist
  - Viola Davis pour le rôle d'Aibileen Clark dans La Couleur des sentiments (The Help)
  - Michelle Williams pour le rôle de Marilyn Monroe dans My Week with Marilyn
  - Tilda Swinton pour le rôle d'Eva Khatchadourian dans We Need to Talk about Kevin

### Meilleur acteur dans un second rôle
- Christopher Plummer pour le rôle de Hal dans Beginners
  - Kenneth Branagh pour le rôle de Laurence Olivier dans My Week with Marilyn
  - Jim Broadbent pour le rôle de Denis Thatcher dans La Dame de fer (The Iron Lady)
  - Jonah Hill pour le rôle de Peter Brand dans Le Stratège (Moneyball)
  - Philip Seymour Hoffman pour le rôle de Paul Zara dans Les Marches du pouvoir (The Ides of March)

### Meilleure actrice dans un second rôle
- Octavia Spencer pour le rôle de Minny Jackson dans La Couleur des sentiments (The Help)
  - Jessica Chastain pour le rôle de Celia Foote dans La Couleur des sentiments (The Help)
  - Melissa McCarthy pour le rôle de Megan dans Mes meilleures amies (Bridesmaids)
  - Judi Dench pour le rôle de Sybil Thorndike dans My Week with Marilyn
  - Carey Mulligan pour le rôle d'Irene dans Drive

### Meilleur scénario original
- The Artist – Michel Hazanavicius
  - La Dame de fer (The Iron Lady) – Abi Morgan
  - L'Irlandais (The Guard) – John Michael McDonagh
  - Mes meilleures amies (Bridesmaids) – Annie Mumolo et Kristen Wiig
  - Minuit à Paris (Midnight in Paris) – Woody Allen

### Meilleur scénario adapté
- La Taupe (Tinker, Tailor, Soldier, Spy) – Bridget O'Connor et Peter Straughan
  - La Couleur des sentiments (The Help) – Tate Taylor
  - The Descendants – Alexander Payne, Nat Faxon et Jim Rash
  - Les Marches du pouvoir (The Ides of March) – George Clooney, Grant Heslov et Beau Willimon
  - Le Stratège (Moneyball) – Steven Zaillian et Aaron Sorkin

### Meilleure direction artistique
- Hugo Cabret (Hugo) – Dante Ferretti et Francesca Lo Schiavo
  - The Artist – Laurence Bennett et Robert Gould
  - Cheval de guerre (War Horse) – Rick Carter et Lee Sandales
  - Harry Potter et les Reliques de la Mort - 2e partie (Harry Potter and the Deathly Hallows - Part 2) – Stuart Craig et Stephenie McMillan
  - La Taupe (Tinker, Tailor, Soldier, Spy) – Maria Djurkovic et Tatiana MacDonald

### Meilleurs costumes
- The Artist
  - Hugo Cabret (Hugo)
  - Jane Eyre
  - My Week with Marilyn
  - La Taupe (Tinker, Tailor, Soldier, Spy)

### Meilleurs maquillages et coiffures
- La Dame de fer (The Iron Lady)
  - The Artist
  - Harry Potter et les Reliques de la Mort – 2e partie (Harry Potter and the Deathly Hallows – Part 2)
  - Hugo Cabret (Hugo)
  - My Week with Marilyn

### Meilleure photographie
- The Artist – Guillaume Schiffman
  - Cheval de guerre (War Horse) – Janusz Kaminski
  - Hugo Cabret (Hugo) – Robert Richardson
  - Millenium, les hommes qui n'aimaient pas les femmes (The Girl with the Dragon Tattoo) – Jeff Cronenweth
  - La Taupe (Tinker, Tailor, Soldier, Spy) – Hoyte van Hoytema

### Meilleur montage
- Senna – Gregers Sall et Chris King
  - The Artist – Anne-Sophie Bion et Michel Hazanavicius
  - Drive – Mat Newman
  - Hugo Cabret (Hugo) – Thelma Schoonmaker
  - La Taupe (Tinker, Tailor, Soldier, Spy) – Dino Jonsater

### Meilleurs effets visuels
- Harry Potter et les Reliques de la Mort – 2e partie (Harry Potter and the Deathly Hallows – Part 2) – Tim Burke, Greg Butler, John Richardson et David Vickery
  - Les Aventures de Tintin : Le Secret de La Licorne (The Adventures of Tintin : The Secret of the Unicorn) – Jamie Beard, Joe Letteri, Keith Miller et Wayne Stables
  - Cheval de guerre (War Horse) – Neil Corbould et Ben Morris
  - Hugo Cabret (Hugo) – Ben Grossmann, Robert Legato et Joss Williams
  - La Planète des singes : Les Origines (Rise of the Planet of the Apes) – Joe Letteri, Dan Lemmon et R. Christopher White

### Meilleur son
- Hugo Cabret (Hugo)
  - The Artist
  - Cheval de guerre (War Horse)
  - Harry Potter et les Reliques de la Mort – 2e partie (Harry Potter and the Deathly Hallows – Part 2)
  - La Taupe (Tinker, Tailor, Soldier, Spy)

### Meilleure musique de film
- The Artist – Ludovic Bource
  - Cheval de guerre (War Horse) – John Williams
  - Hugo Cabret (Hugo) – Howard Shore
  - Millenium, les hommes qui n'aimaient pas les femmes (The Girl with the Dragon Tattoo) – Trent Reznor et Atticus Ross
  - La Taupe (Tinker, Tailor, Soldier, Spy) – Alberto Iglesias

### Meilleur film en langue étrangère
- La piel que habito •  Espagne (en espagnol)
  - Incendies •  Canada (en français et arabe)
  - Pina •  Allemagne (en allemand)
  - Potiche •  France (en français)
  - Une séparation (جدایی نادر از سیمین) •  Iran (en persan)

### Meilleur film d'animation
- Rango
  - Les Aventures de Tintin : Le Secret de La Licorne (The Adventures of Tintin : The Secret of the Unicorn)
  - Mission : Noël (Arthur Christmas)

### Meilleur film documentaire
- Senna
  - George Harrison: Living in the Material World
  - Le Projet Nim (Project Nim)

### Meilleur court-métrage
- Pitch Black Heist – John Maclean, Gerardine O'Flynn
  - Chalk – Martina Amati, Gavin Emerson, James Bolton, Ilaria Bernardini
  - Mwansa The Great – Rungano Nyoni, Gabriel Gauchet
  - Only Sound Remains – Arash Ashtiani, Anshu Poddar
  - Two and Two – Babak Anvari, Kit Fraser, Gavin Cullen

### Meilleur court-métrage d'animation
- A Morning Stroll – Grant Orchard, Sue Goffe
  - Abuelas – Afarin Eghbal, Kasia Malipan, Francesca Gardiner
  - Bobby Yeah – Robert Morgan

### Meilleur nouveau scénariste, réalisateur ou producteur britannique
- Paddy Considine (réalisateur), Diarmid Scrimshaw (producteur) – Tyrannosaur
  - Joe Cornish (réalisateur/scénariste) – Attack the Block
  - Will Sharpe (réalisateur/scénariste), Tom Kingsley (réalisateur), Sarah Brocklehurst (producteur) – Black Pond
  - Ralph Fiennes (réalisateur) – Coriolanus
  - Richard Ayoade (réalisateur/scénariste) – Submarine

### Meilleure contribution au cinéma britannique
- John Hurt

### Orange Rising Star Award
Meilleur espoir. Résulte d'un vote du public.
- Adam Deacon
  - Chris Hemsworth
  - Tom Hiddleston
  - Chris O'Dowd
  - Eddie Redmayne

### Fellowship Award
Prix d'honneur de la BAFTA, récompense la réussite dans les différentes formes du cinéma.
- Martin Scorsese

## Récompenses et nominations multiples

### Nominations multiples

#### Films
12 : The Artist
11 : La Taupe
9 : Hugo Cabret
5 : Cheval de guerre, La Couleur des sentiments, My Week with Marilyn
4 : La Dame de fer, Harry Potter et les Reliques de la Mort - 2e partie
3 : The Descendants, Drive, Senna, Shame, Le Stratège, We Need to Talk about Kevin
2 : Les Aventures de Tintin : Le Secret de La Licorne, Les Marches du pouvoir, Mes meilleures amies, Millenium, les hommes qui n'aimaient pas les femmes

#### Personnalités
2 : George Clooney, Michel Hazanavicius

### Récompenses multiples

#### Films
7 / 12 : The Artist
2 / 11 : La Taupe
2 / 9 : Hugo Cabret
2 / 4 : La Dame de fer
2 / 3 : Senna

#### Personnalités
2 / 2 : Michel Hazanavicius